# Pseudopoda hirsuta
Pseudopoda hirsuta är en spindelart som beskrevs av Jäger 200. Pseudopoda hirsuta ingår i släktet Pseudopoda och familjen jättekrabbspindlar.
Artens utbredningsområde är Thailand. Inga underarter finns listade i Catalogue of Life.